# Hors Contrôle
Hors Contrôle és un grup francès de música oi!, originari del municipi de Montceau-les-Mines, al departament de Saona i Loira.

## Trajectòria
Hors Contrôle es va formar l'any 2000 a Montceau-les-Mines. Format en un principi per Régis a la veu, guitarra i caixa de ritmes, i Max al baix i la veu. Els membres de la banda són skinheads antifeixistes. D'aleshores ençà, han girat per Europa i el Quebec el 2014. Tot i això, a la seva ciutat natal continuen essent poc coneguts: «Quan toquem a París, assisteixen entre 700 i 800 persones fàcilment, mentre que a Montceau-les-Mines arribem ben just a les 50». El desembre del 2006, Thierry va substituir Max al baix i Johan es va incorporar a la bateria.
El març de 2010, es va publicar un àlbum doble per a celebrar el desè aniversari del grup. L'àlbum aplega 14 temes inèdits, Béni maudit, i 10 d'antics incorporant-hi la bateria, Jeunes années. El desembre de 2011, un quart membre es va incorporar al grup, Philippe, que exerceix com a segon guitarrista. El seu sisè àlbum d'estudi, Union fait la force, va presentar-se el maig de 2013. El mateix any, el grup va anunciar una gira especial.

## Membres

### Membres actuals
- Régis - veu, guitarra i caixa a ritmes
- Thierry - baix (des de 2004)
- Jean Marc - bateria (des de 2017)
- Philippe - guitarra (des de 2011)

### Antic membre
- Max - baix (2000–2004)
- Johan - bateria 2006-2016

## Discografia

### Àlbums d'estudi
- 2001 : Bière, musique et amitié
- 2003 : Liberté surveillée
- 2005 : Pour tes frères
- 2008 : Enfants du charbon
- 2010 : Béni Maudit
- 2010 : Jeunes Années
- 2013 : L'union fait la force[3]
- 2015 : Vauriens
- 2019 : Les Couleurs dans le temps

### EP
- 2004 : Ça joue ou bien ?

### Maqueta
- 2001 : Hors Contrôle